# Bundesarbeitsgemeinschaft der Taubblinden
Die Bundesarbeitsgemeinschaft der Taubblinden e.V. (BAT) ist eine Interessenvertretung für Taubblinde in Deutschland und befasst sich mit der Wahrnehmung der sozialpolitischen, kulturellen und beruflichen Belange und Interessen dieses Personenkreises.
Die BAT ist Nachfolgeorganisation des 2005 gegründeten Deutschen Kulturvereins der sehbehinderten Gehörlosen und Taubblinden (DKT). Sie hat die Rechtsform eines Vereins mit Sitz in Recklinghausen und ist seit 2006 im Vereinsregister des dortigen Amtsgerichtes eingetragen.
Der Verein ist Mitglied im Deutschen Paritätischen Wohlfahrtsverband (DPWV), in der European Deafblind Union (EDBU) und der World Federation of the Deafblind (WFDB). Außerdem ist sie Gesellschafter in der Deutschen Gesellschaft für Taubblindheit.

## Projekte und Forderungen
Um Teilhabe am Leben und Selbstbestimmtheit in der Gesellschaft zu ermöglichen, setzte sich die Arbeitsgemeinschaft gemeinsam mit anderen Verbänden über mehrere Jahre hinweg für die Einführung des Merkzeichens „Taubblindheit“ (TBL) im Schwerbehindertenausweis sowie die Anerkennung des Berufes „Taubblinden-Assistenz“ ein, das Taubblindheit als eigenständige Behinderung anerkennt und den Weg für spezielle Leistungen und Ansprüche, etwa die Persönliche Assistenz ebnet. Das Merkzeichen wurde im Rahmen der Reform des Bundesteilhabegesetzes Ende 2016 im Bundesrat verabschiedet.